# اچ‌ام‌اس هکاته (۱۸۷۱)
اچ‌ام‌اس هکاته (۱۸۷۱) (به انگلیسی: HMS Hecate (1871)) یک کشتی بود که طول آن ۲۲۵ فوت (۶۸٫۶ متر) بود. این کشتی در سال ۱۸۷۱ ساخته شد.